# Masurques op. 63 (Chopin)
El Masurques op. 63 són un conjunt de 3 masurques compostes per Frédéric Chopin el 1846. Foren publicades l'any següent, el 1847. Una interpretació típica de les tres masurques dura al voltant de sis minuts.